# رومنة هسبانيا

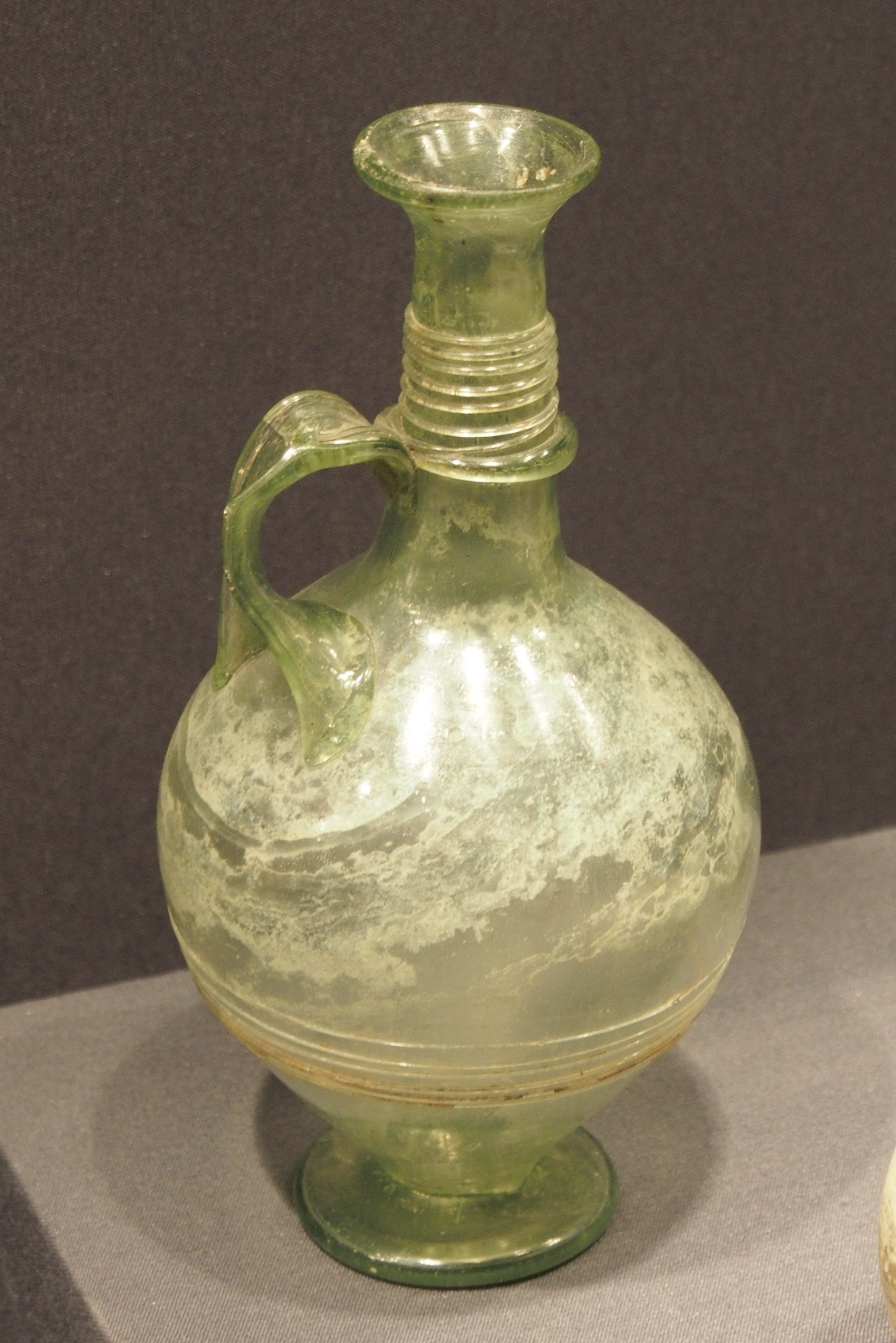
جرة زجاجية في متحف بلد الوليد. كان الرومان روادًا في تقنية نفخ الزجاج.

رومنة هسبانيا هي العملية التي تم من خلالها إدخال الثقافة الرومانية أو اللاتينية إلى شبه الجزيرة الإيبيرية خلال فترة الحكم الروماني.
اكتسب كل من نمط الحياة العام والعادات والدين والقوانين الرومانية تفضيلًا كبيرًا لدى السكان الأصليين في هسبانيا على مدى قرون من خضوعهم للحكم الروماني، وتضاعفت وتيرتها عند أقلية ملموسة من المهاجرين الرومان؛ الذين شكلوا في نهاية المطاف الحضارة الهسبانية الرومانية. وساعدت عدة عوامل في عملية الرومنة:
- إنشاء بنية تحتية مدنية، بما في ذلك شبكات الطرق والصرف الصحي الحضري.
- التفاعل التجاري بين الأقاليم والعالم الروماني الأوسع.
- إنشاء كولونيا؛ توطين قدامى المحاربين الرومان في البلدات والمدن حديثة النشأة.
- انتشار النظام الإداري الروماني الهرمي في جميع انحاء المقاطعات الهسبانية.
- ازدياد عدد الأراضي الأرستقراطية الرومانية (اللاتيفونديا).

وفقًا للمؤرخ تيودور مومسن، في أواخر القرن الرابع (قبل الغزوات البربرية)، كانت رومنة شبه الجزيرة الأيبيرية «عمليًا بذروتها» على الرغم من بقاء الباسكيون على قيد الحياة.

## المشاريع المدنية
تُعرف الحضارة الرومانية القديمة بأنها المؤسس العظيم للبنى التحتية، إذ كانت الحضارة الأولى التي كرست نفسها بصورة جادة وحازمة لهذا النوع من العمل المدني كأساس لتوطين سكانها، والحفاظ على هيمنتها العسكرية والاقتصادية على الأراضي الشاسعة لإمبراطوريتها. وتُعد الطرق والجسور والقنوات المقنطرة من أهم المشاريع المدنية للحضارة الرومانية.

### البنية التحتية
أصبحت هذه المرافق حيويةً لوظيفة المدينة واقتصادها، سواء داخل البيئة الحضرية أو خارجها، إذ كانت وسيلة تزود المدينة بالضروريات الأساسية؛ إما المياه عبر القنوات المقنطرة أو الغذاء والإمدادات والسلع من خلال شبكة الطرق الفعالة. بالإضافة إلى ذلك، حُددت أهمية أي مدينة بامتلاكها لنظام صرف صحي لتصريف مياه الصرف ومنع الأمطار من غمر الشوارع.

#### الشوارع والطرقات الرومانية
بنى الرومان في هسبانيا، بالغالب، البنية التحتية المعدة للاستخدام المدني، إضافةً إلى الطرق الرومانية التي كانت تمر عبر شبه الجزيرة الإيبيرية من قادش إلى جبال البرانس ومن أشتورية إلى مرسية؛ مغطيةً البحر الأبيض المتوسط والمحيط الأطلسي من خلال الطرق المحددة بالفعل. وازدهرت التجارة على طول هذه الطرقات، ما عزز الاستقرار السياسي للإقليم على مدى عدة قرون.
ومن بين أهم الطرق الرومانية، برزت هذه الطرق:
- فيا لاتا، المعروف اليوم باسم فيا دي لا بلاتا؛ أو طريق الفضة.
- فيا أوغوستا، أطول طريق إمبراطوري روماني في إسبانيا، على امتداد 1500 كم مقسمة لعدة أجزاء.
- فيا إكستريور.

استُعملت معالم، كانت في الغالب إما أعمدةً أو أحجارًا مميزةً للإشارة إلى المسافة على طول هذه المسارات بدءًا من نقطة الأصل مقاسةً بآلاف الخطوات (الأميال).
تتوافق معظم هذه الطرق اليوم مع تخطيط الطرق الحالية أو الطرق السريعة في إسبانيا والبرتغال، ما يؤكد المنطق المتجدد للاختيار الروماني الأمثل لطرقهما.

#### الجسور
سمحت الجسور الرومانية، وهي المكمل الأساسي للطرق، بالتغلب على العقبات التي شكلتها الأنهار، والتي يمكن أن تكون واسعةً جدًا في حالة شبه الجزيرة الإيبيرية. واستجابت روما لهذه التحديات الجغرافية عبر إنشاء بعض المباني الأكثر ديمومة وموثوقية، إضافةً إلى بناء عدد كبير من الجسور الخشبية على معابر صغيرة، على الرغم من أن الجسور الرومانية المتبقية حتى هذا اليوم مبنية من الحجر.

#### القنوات المقنطرة
احتاجت أي بلدة مهمة إلى إمدادات مستمر من المياه لآلاف الأشخاص المتجمعين في مكان واحد، كان في معظم الأحيان على بعد عدة أميال من مصدر المياه الطبيعي، لذا بنى الرومان قنوات مائية لتوفير هذه الإمدادات اللازمة.
بُنيت القنوات الرومانية، بجميع أشكالها، في الغالب تحت الأرض. ومع ذلك، تُعرف اليوم بالقنوات الضخمة التي بُنيت للربط بين الحواجز الجغرافية من أجل ضمان استمرار تدفق المياه متجاوزةً هذه الحواجز. تُعد هذه القنوات اليوم من أجمل أعمال الهندسة المدنية على الإطلاق نظرًا لضيق هذا النوع من البناء والارتفاع الشاهق التي وصلت إليه بعض القنوات، لا سيما مع مراعاة الصعوبات التي تم التغلب عليها خلال عملية التشييد.
اتبع الرومان أثناء بناء القنوات عدة خطوات، إذ احتاجوا أولًا إيجاد مصدر للمياه، ثم حفر القناة بما يتناسب مع التدفق الطبيعي للمياه، ومن بعدها السماح للمنحدر بنقل المياه عبر هذه القناة إلى خزان مائي (في بعض الحالات أخذت شكل خزان حجري كبير)؛ ضمنت هذه العملية توفير إمدادات المياه على مدار العام.
بدءًا من هذه المرحلة، أصبح من الممكن نقل المياه عن طريق القنوات الحجرية أو بواسطة أنابيب من السيراميك أو الرصاص. ولكن أدت الطريقة الأخيرة إلى مشاكل صحية مثل التسمم بالرصاص؛ وهي مشكلة تمتد تقريبًا إلى يومنا هذا في الأماكن التي استُخدمت فيها هذه الطريقة لإدارة المياه. كان استخدام أنابيب الرصاص أكثر سهولةً، ولكن بسبب ارتفاع سعره استُعمل في شبكة التوزيع الحضرية بصورة أكبر، إلى جانب مصائد قنوات المياه.
نُقلت المياه إلى الخزانات المائية في المدن عبر قنوات تحت الأرض، وغالبًا ما استفادت هذه القنوات من المنحدرات الطبيعية؛ لكن في بعض الأحيان، قام الرومان أيضًا ببناء مصائد مياه خاصة بالقنوات المائية، ما سمح لهم بتجاوز المنحدرات الشديدة دون الحاجة إلى بناء جسورهم الشهيرة مع الحفاظ على تدفق الضغط. استفادت هذه المصائد من الضغط الناتج عن تدفق الماء نحو الأسفل في إحدى الجهات لرفع الجانب الآخر، مع الحفاظ على الضغط مقابل فقدان بعض التدفق. وتُعد هذه المصائد تطبيق حقيقي لمبدأ الأواني المستطرقة.
تشمل القنوات الحالية التي ما زالت بحالة جيدة القناة الشقوبية، وهي أشهر بناء روماني في شبه الجزيرة الإيبيرية، تليها القناة المائية في تاراغونا أو جسر الشيطان، وكذلك بقايا قناة ميريدا، والمعروفة باسم القناة المعجزة.